# 島田弟丸
島田 弟丸（しまだ おとまる、1854年 - 1917年11月28日）は、日本の教育者、英語学者、翻訳者、聖職者、旧幕臣。乙亥学社（乙亥学校）校主、牧羔小学校創設者、静岡学問所教授、東洋英和女学校（現・東洋英和女学院）教師。日本聖公会の司祭。

## 人物・経歴
1854年（安政元年）、幕臣の子弟として生まれる。1870年（旧暦：明治3年5月）、静岡で静岡学問所のお雇い教師のエドワード・ウォーレン・クラークについて英学を修め、同年旧暦12月より同学校の教授となり、3年間務める。この間でキリスト教に好意を持つ。
その後、勧業寮の十等として出仕する。
1873年（明治6年）7月に、英国聖公会福音宣布協会（SPG）から日本に派遣された最初の宣教師であるアレクサンダー・クロフト・ショーとウィリアム・ライトが、イギリスを出発し、アメリカ合衆国、カナダを経て、太平洋を横断し、1873年（明治6年）9月25日に横浜に来日すると、すぐに上京して築地にあった田中屋という外人宿で旅装を解くが、イギリス公使からの助言もあり日本人とより接触するために三田の大松寺に滞在する。1874年（明治7年）4月11日には ショーとライトは、赤坂霊南坂の陽泉寺（曹洞宗の寺院、現・アメリカ大使館に隣接）を借りて、日本語の学習を始めるとともに、本堂内に礼拝堂を設けて在京英人のための礼拝を始める。この時、ショーとライトの日本語教師に選ばれたのが島田弟丸であった。
英国聖公会福音宣布協会（SPG）の日本（東京）への進出の後に、すでに長崎を経て大阪で活動をしていた米国聖公会も東京に進出するが、当初米国聖公会もこの陽泉寺を拠点として東京での伝道開始を準備した。
1874年（明治7年）11月30日に、島田はSPGの日本での最初の入信者として麹町のライト宅でライトから受洗する。
1875年（明治8年）6月14日、島田弟丸は、後に麹町区となる第三大区三小区中六番町40番地に英語と洋算の私塾「乙亥学社（乙亥学舎、乙亥学校）」をライトとともに開業する。これはSPG関連として日本で最初の英学塾であり、ライトが開設した講義所（伝道所）に併設して設置された。
乙亥学社の教則には、綴字、単語、習字、会話、書取、語字、読本、地理書、文典、歴史、窮理書、修身書、経済書の13科目があげられている。
1877年（明治10年）9月に、島田は四谷箪笥町22番地（現・新宿区四谷三栄町）の若山儀一の持家に乙亥学社の分校を開学。学科、教則などは本校と同様であった。若山は蘭医の出で、開成所教授や岩倉使節団の随員などを歴任し、西洋経済学の紹介者として知られ、1877年6月の立教女学校の創立の際には校主として願書を提出している。
乙亥学社では、校主の島田のほかに、ウィリアム・ライトが教えた。東京府文書明治10年4月‐10月の「私学校明細簿」によると教員は2名、そのうち1名は英人W．ライトと記入されており、生徒数は男10名（塾生3名、通学7名、年齢17歳 - 23歳）、授業料23銭束修50銭などが記載されている。このほかにも、「府下居住外国人明細表」（明治10年～11年）には、ライトが乙亥学社で英語学を担当し、年齢は31才8ヵ月、給料20円、任期は明治8年7月から2度更新して、明治11年6月に満期になったことに加えて、妻のEmmaも同じ塾で教えていたことが明らかになっている。
その後、ライトは麹町から築地居留地48番に移り、ショーとともに、聖書の翻訳に先駆的な役割を果たしたが、夫人が病気のために1879年（明治12年）1月にイギリスに帰国した後、ライトも1882年2月に、イギリスに帰国した。
乙亥学社の閉鎖時期は記録の上で明らかになっていないが、その後、島田は1883年（明治16年）3月には、京橋区銀座4丁目に「牧羔小学校」を設立し、初等教育に従事する。
1884年（明治17年）9月から、SPGのアーサー・ロイドについてドイツ語、フランス語の2語を修行する。
1886年（明治19年）3月、東洋英和女学校（現・東洋英和女学院）にて英学訳講の教師に就任。
1889年（明治22年）、日本聖公会で5番目の執事職となった。
1897年（明治30年）に、C・G・ガードナー司祭とともに執事であった島田弟丸は、1894年（明治27年）4月に静岡の二番町に移転していた静岡聖ペテロ教会での牧会に従事し、定住して伝道を行った。静岡聖ペテロ教会は、翌1898年（明治31年）に講義所を水落町に移した頃から、教勢は躍進して、聖堂建築の機運が高まり、1900年（明治33年）に東草深町のお堀端に土地を得て着工し、翌年2月17日に最初の聖堂が落成・聖別された。

## 関連人物
- 島田弟丸は、同じく旧幕臣で千葉県初のキリスト教会「福田聖公会」（千葉県成田市）を設立した飯田栄次郎に影響を与えた[9]。また、1881年（明治14年）にライトが千葉県成田・下福田にて飯田栄次郎の長男長女に授洗している[10]。
- 山縣與根二,与根二（飯田栄次郎の兄）にも影響を与えた。山縣つるも與根二と飯田栄次郎の妹である[10]。
- 兄の島田豊も英語学者であり、島田弟丸との共著による書籍も多く出版している[11]。
- 息子の島田英雄（1881-1943、東京音楽学校卒）は、オーボエの草分である[12]。音楽学校での専攻は声楽で、日本人最初のオペラ上演（1903年、グルック作曲「オルフェオとエウリディーチェ」）にも関わっているが、卒業演奏ではメンデルスゾーンの声楽曲（「聖パウロ」のアリア）をオーボエで演奏している[13]。後に満洲での唱歌教育に携わり、帰国後は大阪音楽学校教授となった[14]。

## 主な著作
- 『英和辞林:附音插図』アール・エス・フォールス, 島田弟丸 編 出版社：大倉孫兵衛 1889年
- 『英和応用会話指針』付録: エー・ロイド氏英訳会話 島田豊,島田弟丸 著ほか 博文館 1897年11月
- 『実用英和作文』島田豊,島田弟丸 著 エル・ビー・チャモレー 校閲 博文館 1897年12月
- 『実用英和尺牘』島田豊,島田弟丸 著 修学館 1897年
- 『学生用和英字典』島田豊, 島田弟丸 (徐行) 編ほか 博文館 1900年10月
- 『聖教会問答 全』島田弟丸 訳